# Rada Komisarzy Ludowych ZSRR
Rada Komisarzy Ludowych ZSRR, ros. Сове́т наро́дных комисса́ров СССР (skróty: oficjalny Совнарком СССР; stosowany СНК СССР; oficjalny synonim Правительство СССР) – najwyższy kolegialny organ władzy ustawodawczej i wykonawczej Związku Socjalistycznych Republik Radzieckich od 1923 do 1946.
X Wszechrosyjski Zjazd Rad w grudniu 1918, w którym uczestniczyli także delegaci I Wszechzwiązkowego Zjazdu Niezależnych Republik jednogłośnie przyjął postanowienie o utworzeniu ZSRR i wejściu weń RFSRR na prawach równej republiki, zatwierdził Deklarację i Umowę o Utworzeniu ZSRR. Rozpoczęty 30 grudnia 1922 I Zjazd Rad ZSRR ukończył proces tworzenia ZSRR, m.in. wybierając Centralny Komitet Wykonawczy ZSRR.
Specjalna Komisja Konstytucyjna, utworzona przez Prezydium CKW ZSRR w styczniu 1923, opracowała projekt Konstytucji ZSRR. Po przyjęciu jej 31 stycznia 1924 w kompetencje organów władzy ZSRR przeszły takie dziedziny jak kierownictwo polityki zagranicznej i sił zbrojnych, transport, kierownictwo poczt i telegrafów, opracowanie planów gospodarki narodowej ZSRR, zatwierdzanie rocznego budżetu państwowego ZSRR, ustanowienie jednolitego systemu monetarnego i kredytowego, ogólnych zasad zarządzania i użytkowania gruntów, ustanowienie fundamentów systemu sądownictwa i postępowania sądowego, opracowania przepisów prawa pracy i inne. Kompetencje najwyższych władz państwowych i kierowniczych organów RFSRR zostały ograniczone do terytorium tej republiki.
Ludowe Komisariaty ZSRR dzieliły się na trzy grupy. Pięć było ogólnozwiązkowych: spraw zagranicznych, spraw wojskowych i marynarki wojennej, handlu zagranicznego, transportu kolejowego oraz poczt i telegrafów. W skład RKL republik związkowych, w tym RFSRR, wchodzili pełnomocnicy tych Komisariatów.
Drugą grupę Komisariatów stanowiły tzw. zjednoczone komisariaty: Najwyższej Rady Gospodarki Narodowej (WSNCh), wyżywienia, pracy, finansów, Inspekcji Robotniczo-Chłopskiej. Działały one w republikach związkowych poprzez komisariaty o tej samej nazwie. Do grupy tej można zaliczyć również Zjednoczony Państwowy Zarząd Polityczny przy Radzie Komisarzy Ludowych ZSRR (OGPU) (Объединенное государственное политическое управление при СНК ССС – РОГПУ), wypełniające swoje funkcje poprzez państwowe zarządy polityczne (GPU) przy RKL republik związkowych, a także Rada Pracy i Obrony ZSRR (СТО СССР). Rada Pracy i Obrony RFSRR została rozwiązana w sierpniu 1923 i od tej pory działalnością wszystkich organów gospodarki narodowej w RFSRR kierowała Republikańska Konferencja Gospodarcza (республиканское Экономическое совещание – ЭКОСО РСФСР).
Oddzielnymi organami zarządzania, pozostającymi w wyłącznej kompetencji republik związkowych, kierowały republikańskie Ludowe Komisariaty: Spraw Wewnętrznych, Sprawiedliwości, Rolnictwa, Edukacji, Zdrowia i Opieki Społecznej.

## Pierwszy skład Rady Komisarzy Ludowych ZSRR
– zatwierdzony na 2. posiedzeniu Centralnego Komitetu Wykonawczego ZSRR 6 lipca 1923:
- przewodniczący – Włodzimierz Lenin;
- zastępcy przewodniczącego:
  - Lew Kamieniew, Aleksiej Rykow, Aleksandr Ciurupa, Włas Czubar, Sergo Ordżonikidze, Iwane Orachelaszwili.
- Ludowe Komisariaty ogólnozwiązkowe: 
  - spraw zagranicznych Gieorgij Cziczerin;
  - spraw wojskowych i marynarki wojennej Lew Trocki;
  - handlu zagranicznego Leonid Krasin;
  - transportu kolejowego Feliks Dzierżyński;
  - poczt i telegrafów Iwan Smirnow.
- Ludowe Komisariaty zjednoczonych ludowych komisariatów:
  - Najwyższej Rady Gospodarki Narodowej (WSNCh) Aleksiej Rykow;
  - wyżywienia Nikołaj Briuchanow;
  - pracy Wasilij Szmidt;
  - finansów Grigorij Sokolnikow;
  - Inspekcji Robotniczo-Chłopskiej Walerian Kujbyszew.